# 翠微峰
翠微峰位于中华人民共和国宁都县，其（风景区）被政府评为国家4A级景区。

## 历史沿革
自从宋代以来，便有诗人如陈岩上翠微峰并以此作文。
明末，由于清军南下等原因，易堂九子隐居于翠微峰并开设课堂，
到了清朝，即使康熙要求全国的儒士赴京参加考试，但九子中的魏禧拒绝。现在翠微峰还存在关于易堂九子的遗址，并且宁都县开设了以其名作为纪念的易堂中学。
国共内战时期，1949年8月27日,中国人民解放军攻占宁都县城后，城内国军残部退守翠微峰，依此为阵地进行防守。9月23日，国军被击败，翠微峰战斗基本结束。中华人民共和国成立后,上海电影制片厂对此战拍摄了电影《翠岗红旗》。
2022年11月23日，宁都县翠微峰景区管理委员会发布关于翠微峰景区暂停对外开放的公告，为建成5A级景区，截止到2024年9月30日，翠微峰不对外开放